# Prijestupna godina
Prijestupna godina u gregorijanskom i julijanskom kalendaru je godina koja ima 366 dana, za razliku od ostalih godina koje imaju 365 dana. Razlog tome je usklađivanje kalendarske godine s astronomskom godinom, kako Nova godina ne bi vremenom pala u ljeto, a grožđe dozrijevalo u prosincu ili siječnju. Tako mjesec veljača, koji inače ima 28 dana, u prijestupnoj godini ima 29 dana.
U julijanskom kalendaru prijestupne godine su sve djeljive s 4. Reformom kalendara 1582. godine novi gregorijanski kalendar dodaje uvjet da su godine djeljive sa 100 prijestupne samo ako su djeljive i s 400.
Od reforme su, dakle, prijestupne godine u gregorijanskom kalendaru 1600. i 2000., ali nisu godine 1700., 1800., 1900. i neće biti 2100. jer nisu djeljive s 400.